# Project Wolf Hunting
Pour plus de détails, voir Fiche technique et Distribution.
Project Wolf Hunting (hangeul : 늑대사냥 ; RR : Neukdaesanyang ; litt. « Chasse au loup ») est un film sud-coréen réalisé par Kim Hong-seon, sorti en 2022.
Il est présenté en avant-première au Festival international du film de Toronto 2022.

## Synopsis
De dangereux criminels se sont échappés de la prison de Manille et montent dans un cargo partant à Busan : une émeute s'y réveille entre eux, durant la traversée en plein océan Pacifique en trois jours.

## Fiche technique
Sauf indication contraire ou complémentaire, les informations mentionnées dans cette section peuvent être confirmées par le festival KMDb
- Titre original : 늑대사냥
- Titre international et français : Project Wolf Hunting
- Réalisation : Kim Hong-seon
- Scénario : Jo Soo-bin et Kim Hong-seon
- Musique : Jo Ran et Kim Jun-seong
- Direction artistique : Lee Jeong-woo
- Costumes : Gwak Jeong-ae
- Photographie : Yun Ju-hwan
- Son : Lee Seung-yup
- Montage : Lee Ga-ram et Sin Min-gyeong
- Production : Gu Seong-mok, Kim Hong Sun et Kim Sang-yun
- Sociétés de production : Cheum Film et Contents G
- Société de distribution : The Contents ON
- Budget : 12 milliards de won[2]
- Pays de production :  Corée du Sud
- Langue originale : coréen
- Format : couleur
- Genre : Action, film de gangsters, horreur et science-fiction
- Durée : 121 minutes
- Dates de sortie :
  - Canada : 16 septembre 2022[3] (Festival international du film de Toronto)
  - Corée du Sud : 21 septembre 2022
  - Québec : 14 février 2023 (DVD et VAD)[4]
  - France : 15 février 2023
- Classification (facult.)
  - France : Interdit aux moins de 16 ans lors de sa sortie en salles et à la télévision.

## Distribution
- Jang Dong-yoon : Lee Do-il
- Seo In-guk : Park Jong-doo, le détenu tatoué
- Choi Gwi-hwa : Alpha
- Park Ho-san (en) : Lee Seok-woo, chef de la police et responsable du transport
- Jung So-min : la policière Lee Da-yeon
- Ko Chang-seok : Go Kun-bae, détenu et principal homme de main de Park Jong-doo
- Jang Young-nam (en) : Choi Myeong-joo, une détenue
- Son Jong-hak : Son Soo-cheol, le détenu qui purge une peine de 30 ans
- Lee Sung-wook (en) : le médecin Lee Kyeong-ho
- Hong Ji-yoon (en) : l'infirmière Song Ji-eun
- Jung Moon-sung (en) : Kim Gyu-tae, membre de l'équipage
- Sung Dong-il (en) : Oh Dae-woong, le commandant des forces spéciales
- Lim Ju-hwan (en) : Pyo, le directeur délégué
- Kwon Soo-hyun : Jin Kang-woo, un détenu membre du gang de Park Jong-doo
- Jung Sung-il : l'inspecteur Jeong Pil-seong
- Kim Kang-hoon (en) : le fils de Lee Do-il

## Production

### Attribution des rôles
|  |

Les principaux acteurs sont Jang Dong-yoon dans le rôle de Do-il, un criminel recherché par Interpol, Seo In-guk — il s'est fait tatouer tout le corps pour les besoins du tournage — dans le rôle de Jong-doo, un criminel fou,, ainsi que Choi Gwi-hwa, Sung Dong-il, Park Ho-san, Jung So-min, Ko Chang-seok et Jang Young-nam.

### Tournage
Le tournage se déroule aux Philippines de l'été 2021 à l'hiver de la même année. Malgré les retards dus à la pandémie de Covid-19, la suite du tournage a lieu à Busan, Séoul, Incheon et Itaewon, ainsi qu'à Singapour. Il s'achève le 14 avril 2022.

## Accueil

### Festivals et sortie
Le film est invité en avant-première, le 16 septembre 2022, au festival international du film de Toronto, dans la catégorie « Midnight Madness »,. Le film sort en Corée le 21 septembre.
En France, il est présenté en compétition à L'Étrange Festival, le 17 septembre 2022.

### Critiques
En France, le site Allociné propose une moyenne de 2,9⁄5, fondée sur 17 critiques de presse.
Pour Eklecty-City, « Project Wolf Hunting est une tout autre dimension quand il ouvre le bal des festivités horrifiques. (…) Du cinéma de genre assumé et bien généreux ».

## Distinctions

### Récompenses
- Festival international du film fantastique de Catalogne 2022, en compétition internationale[14],[15] :
  - Prix spécial du jury
  - Mention spéciale des effets spéciaux

### Sélections
- Festival international du film de Toronto 2022 : dans « Midnight Madness »[16]
- L'Étrange Festival 2022 : en compétition[11]